# NK Troglav 1918 Livno
NK Troglav 1918 Livno (chorw. NK Troglav 1918 Livno) – bośniacki klub piłkarski, mający siedzibę w mieście Livno, na zachodzie kraju, grający od sezonu 2015/16 w Drugiej lidze FBiH.

## Historia
Chronologia nazw:
- 1918: SK Troglav Livno (chorw. Sportski klub Troglav (Livno))
- 1921: NK Troglav Livno (chorw. Nogometni klub Troglav (Livno))
- 1947: SD Vojina Zirojevicia Livno (chorw. Sportsko društvo Vojina Zirojevicia (Livno))
- 1948: FD Cincar Livno (chorw. Fizkulturno društvo Troglav (Livno))
- 1949: NK Troglav Livno (chorw. Nogometni klub Troglav (Livno))
- 1994: HNK Livno (chorw. Hrvatski nogometni klub Livno)
- 1995: NK Troglav Livno (chorw. Nogometni klub Troglav Livno)
- 2014: klub rozwiązano
- 2014: NK Troglav 1918 Livno (chorw. Nogometni klub Troglav 1918 Livno)

Klub piłkarski NK Troglav został założony w Livnie w 1918 roku. Został nazwany od Veliki Troglav, góry o wysokości 1913 metrów, położonej w pobliżu Livna, w paśmie Dinara w Górach Dynarskich. 7 marca 1920 roku został utworzony Splitski Oddział Związku Piłki Nożnej, do którego został przyjęty klub. Pierwsze mistrzostwa Jugosłowiańskiego Związku Piłki Nożnej miały zostać rozegrane jesienią 1920 roku, jednak rozpoczęły się dopiero w 1923 roku. W 1921 roku klub przyjął nazwę NK Troglav. Zespół walczył w rozgrywkach prowincji Split o awans do rozgrywek finałowych o mistrzostwo Królestwa Serbów, Chorwatów i Słoweńców (nazwa państwa 3 października 1929 została zmieniona na "Królestwo Jugosławii"). Tak jak eliminacje były bardzo trudne, zespół nigdy nie zakwalifikował się do finałów.
Po zakończeniu II wojny światowej 29 listopada 1945 nowy parlament proklamował powstanie Federacyjnej Ludowej Republiki Jugosławii (FLRJ) (na mocy konstytucji z 1963 r. zmieniono nazwę kraju na Socjalistyczną Federacyjną Republikę Jugosławii - SFRJ). Od 1945 rozpoczęto rozgrywać mistrzostwa nowej Jugosławii. W 1947 klub otrzymał imię lokalnego bohatera wojennego – SD Vojina Zirojevicia, a rok później nastąpiła kolejna zmiana nazwy, tym razem na nazwę wznoszącej się nad miastem góry – FD Cincar. W sezonie 1947/48 zespół debiutował w Republičkiej lidze NR Bosne i Hercegovine (D3), zajmując 5.miejsce w grupie V. Następnie grał w regionalnej lidze o nazwie Oblasna liga Mostar. W 1950 został zmieniony system rozgrywek na wiosna-jesień. W 1952 po reorganizacji systemu lig (Druga savezna liga Jugosławii została rozwiązana, a zamiast niej grano w wielu regionalnych grupach), klub grał na zapleczu ekstraklasy, zajmując drugie miejsce w grupie 1 Pododdziału Mostar. W następnym sezonie 1952/53 wrócono do rozgrywek systemem jesień-wiosna, a klub potem występował w Podsaveznej lidze Livno (D4), a od sezonu 1961/62 w Hercegovačkiej zonie (D3). W latach 1966–1970 jako jedyny klub z Bośni i Hercegowiny zmagał się w Dalmatinskiej zonie, która skupiała kluby chorwackie. Największy sukces osiągnął w sezonie 1972/73, kiedy klub grał w drugim poziomie w Drugiej Lidze Federalnej, ale po zajęciu 16.pozycji w grupie Jug natychmiast spadł do Republičkiej ligi Bosne i Hercegovine (D3). Nigdy więcej klubowi nie udało się osiągnąć tej klasy rozgrywek i spędził resztę czasu pod rządami Jugosławii między trzecim a piątym poziomem ligowym. o Prvenstvo NR Bosne i Hercegovine.
Kiedy w 1992 roku wybuchła wojna w Jugosławii klub nie rozgrywał oficjalnych gier przez cały sezon. Jeszcze podczas trwania wojny w sezonie 1993/94 klub startował w pierwszych rozgrywkach Mistrzostw Herceg-Bosne (D1), zajmując czwarte miejsce w grupie północnej, a potem w meczu o końcowe 7-8.miejsca przegrał z 0:1, 2:1 z HNK Ljubuški. W 1994 klub został nazwany HNK Livno, a w 1995 roku przywrócono pierwotną nazwę klubu NK Troglav Livno. W sezonie 1996/97 klub osiągnął swój największy sukces zdobywając wicemistrzostwo Prviej ligi Herceg-Bosne (w latach 1993-2000 Prva liga Herceg-Bosne była najwyższym poziomem rozgrywek krajowych na terenie Herceg-Bośni, ale nie była uznana przez UEFA). Również klub zdobył Puchar Herceg-Bośni. Po zakończeniu sezonu 1999/00 pierwsza liga Herceg-Bośni połączyła się z pierwszą ligą Bośni i Hervegowiny, tworząc Premijer Ligę. Od zjednoczenia lig klub przez dwa sezony grał w elitarnej klasie. W pierwszej edycji Premijer Ligi zespół zajął 10.miejsce (wśród 22 klubów) i zapewnił sobie miejsce w lidze. W następnym sezonie 2001/02 zajął końcowe 13.miejsce w tabeli (wśród 16 klubów) i opuścił klasę elitarną. W pierwszej ligą Bośni i Hercegowiny (D2) zespół miał fatalny okres i spadł po jednym sezonie do drugiej ligi FBiH, którą wygrał po dwóch sezonach i wrócił do pierwszej ligi na sezon 2005/2006. Pozostał w pierwszej lidze przez cztery sezony, kiedy znów został zdegradowany do drugiej ligi. W 2012 roku wrócił ponownie do pierwszej ligi. W pierwszym sezonie zespół utrzymał się w lidze tylko dzięki wycofaniu się drugiego klubu, a w kolejnym dotrwał do 18.kolejki i wycofał się z rozgrywek z powodu poważnych problemów finansowych. Klub ogłosił bankructwo i został rozwiązany w tym samym roku. 
Po licznych nieudanych negocjacjach i spotkaniach, jesienią 2014 roku w końcu klub został odrodzony jako NK Troglav 1918 Livno, który przejął barwy oryginalnego Troglavu. Sezon 2014/15 rozpoczął w Međužupanijskiej lidze HBŽ/ZHŽ (D4), natychmiast wygrywając je. Od sezonu 2015/16 występuje w grupie Jug drugiej ligi.

## Barwy klubowe, strój, herb, hymn
|  |  |

Klub ma barwy biało-niebieskie. Piłkarze domowe spotkania zazwyczaj grają w niebieskich koszulkach, niebieskich spodenkach oraz białych getrach.
Na herbie widnieje numer 1918, który symbolizuje rok założenia Klubu Sportowego Troglav. Oprócz roku założenia w herbie znajduje się również zarys wierzchołka Veliki Troglav w Górach Dynarskich, od którego klub został nazwany, oraz chorwacki herb w szachownicę.

## Sukcesy

### Trofea międzynarodowe
Do chwili obecnej klub jeszcze nigdy nie zakwalifikował się do rozgrywek europejskich.

### Trofea krajowe
Bośnia i Hercegowina
| \| \| Zdobyte trofea w rozgrywkach Bośni i Hercegowiny (stan na: 31-05-2021) \| |                                                                        |      |          |
| Rozgrywki                                                                       | Osiągnięcie                                                            | Razy | Sezon(y) |
| Mistrzostwo                                                                     | I miejsce                                                              | 0    |          |
| Mistrzostwo                                                                     | II miejsce                                                             | 0    |          |
| Mistrzostwo                                                                     | III miejsce                                                            | 0    |          |
| Mistrzostwo                                                                     | 10.miejsce                                                             | 1    | 2000/01  |
| Puchar                                                                          | zdobywca                                                               | 0    |          |
| Puchar                                                                          | finalista                                                              | 0    |          |
| Puchar                                                                          | 1/8 finału                                                             | 1    | 2001/02  |
| II liga                                                                         | I miejsce                                                              | 0    |          |
| II liga                                                                         | II miejsce                                                             | 0    |          |
| II liga                                                                         | III miejsce                                                            | 0    |          |
| II liga                                                                         | 5.miejsce                                                              | 1    | 2006/07  |
| Bośnia i Hercegowina                                                            | Zdobyte trofea w rozgrywkach Bośni i Hercegowiny (stan na: 31-05-2021) |      |          |

- Druga Liga FBiH (III poziom):
  - mistrz (2): 2004/05 (Jug), 2011/12 (Jug)
  - 3.miejsce (2): 2003/04 (Centar), 2009/10 (Jug)

- Mistrzostwa Herceg-Bośni:
  - wicemistrz (1): 1996/97

- Puchar Herceg-Bośni:
  - zdobywca (1): 1996/97

Jugosławia
| \| \| Zdobyte trofea w rozgrywkach Jugosławii (stan na: 31-05-1991) \| |                                                               |      |                       |
| Rozgrywki                                                              | Osiągnięcie                                                   | Razy | Sezon(y)              |
| Mistrzostwo                                                            | I miejsce                                                     | 0    |                       |
| Mistrzostwo                                                            | II miejsce                                                    | 0    |                       |
| Mistrzostwo                                                            | III miejsce                                                   | 0    |                       |
| Puchar                                                                 | zdobywca                                                      | 0    |                       |
| Puchar                                                                 | finalista                                                     | 0    |                       |
| II liga                                                                | I miejsce                                                     | 0    |                       |
| II liga                                                                | II miejsce                                                    | 1    | 1952 (1.grupa Mostar) |
| II liga                                                                | III miejsce                                                   | 0    |                       |
| II liga                                                                | 16.miejsce                                                    | 1    | 1972/73 (grupa Jug)   |
|                                                                        | Zdobyte trofea w rozgrywkach Jugosławii (stan na: 31-05-1991) |      |                       |

## Poszczególne sezony

### Rozgrywki międzynarodowe

#### Europejskie puchary
Nie uczestniczył w rozgrywkach europejskich.

### Rozgrywki krajowe
Bośnia i Hercegowina
| \| Bośnia i Hercegowina \| Bilans występów klubu w rozgrywkach piłkarskich Bośni i Hercegowiny (Stan na 31 maja 2021 r.) \| \| |                                                                                               |        |       |   |   |   |    |    |     |                                  |        |        |      |
| Poziom | Rozgrywki                                                                                     | Sezony | Mecze | Z | R | P | B+ | B– | Pkt | Lata                             | Awanse | Spadki | Naj. |
| I | Premijer liga (do 2000-Prva liga Herceg-Bosne)                                                | 9      |       |   |   |   |    |    |     | 1993–2002                        | 0      | 1      | 2    |
| II | Prva liga Republike Srpske (do 2000-Druga liga Herceg-Bosne)                                  | 7      |       |   |   |   |    |    |     | 2002/03, 2005–2009, 2012–2014    | 0      | 3      | 5    |
| III | Druga liga FBiH                                                                               | 10     |       |   |   |   |    |    |     | 2003–2005, 2009–2012, od 2015/16 | 2      | 0      | 1    |
| IV | Međužupanijska liga HBŽ/ZHŽ                                                                   | 1      |       |   |   |   |    |    |     | 2014/15                          | 1      | 0      | 1    |
| | Puchar Bośni i Hercegowiny                                                                    | 3      |       |   |   |   |    |    |     | od 2001                          | 0      | 0      | 1/8  |
| Bośnia i Hercegowina | Bilans występów klubu w rozgrywkach piłkarskich Bośni i Hercegowiny (Stan na 31 maja 2021 r.) |        |       |   |   |   |    |    |     |                                  |        |        |      |

Jugosławia
| \| \| Bilans występów klubu w rozgrywkach piłkarskich Jugosławii (Stan na 31 maja 1991 r.) \| | |        |       |   |   |   |    |    |     |                                                     |        |        |      |
| Poziom                                                                                        | Rozgrywki                                                                                             | Sezony | Mecze | Z | R | P | B+ | B– | Pkt | Lata                                                | Awanse | Spadki | Naj. |
| I                                                                                             | Prva savezna ligа                                                                                     | 0      |       |   |   |   |    |    |     |                                                     | 0      | 0      |      |
| II                                                                                            | Potsavez Mostar / 2. liga                                                                             | 2      |       |   |   |   |    |    |     | 1952, 1972/73                                       | 0      | 2      | 2    |
| III                                                                                           | Prvenstvo Splitskog nogometnog podsaveza / Republička liga BiH / Hercegovačka zona / Dalmatinska zona | 16     |       |   |   |   |    |    |     | 1935, 1947/48, 1952/53, 1961–1972, 1973/74, 1976/77 | 1      | 5      | 1    |
|                                                                                               | Puchar Jugosławii                                                                                     | 0      |       |   |   |   |    |    |     |                                                     | 0      | 0      |      |
|                                                                                               | Bilans występów klubu w rozgrywkach piłkarskich Jugosławii (Stan na 31 maja 1991 r.)                  |        |       |   |   |   |    |    |     |                                                     |        |        |      |

## Struktura klubu

### Stadion
Klub piłkarski rozgrywa swoje mecze domowe na stadionie Zgona w Livnie, który może pomieścić 2.000 widzów.

## Kibice i rywalizacja z innymi klubami

### Derby
- NK Iskra Bugojno
- HŠK Posušje
- NK Šator Glamoč
- HNK Tomislav Tomislavgrad